# Onthophagus philippinensis
Onthophagus philippinensis är en skalbaggsart som beskrevs av Antoine Boucomont 1919. Onthophagus philippinensis ingår i släktet Onthophagus och familjen bladhorningar. Inga underarter finns listade i Catalogue of Life.